# James Farentino
James Farentino (Brooklyn, New York, 1938. február 24. – Los Angeles, Kalifornia, 2012. január 24.) Golden Globe-díjas amerikai színész, 100-nál több film és tévésorozat közreműködője. Szerepelt az 1977-es Názáreti Jézusban, az 1980-as Végső visszaszámlálásban és az 1980-as években sugárzott Dinasztia sorozatban.

## Élete

### Származása, pályakezdése
Brooklynban született és nőtt fel, a helyi katolikus iskolákba járt, itt kezdett színjátszást tanulni, majd a New York-i American Academy of Dramatic Art színiakadémiára járt. Az 1950-es években színpadokon dolgozott. 1961-ben debütált a Broadway-n Az iguána éjszakája c. darabban.
1962-től tévésorozatokban is kapott epizódszerepeket. 1962–1965 között John Carradine mellett szerepelt Alfred Hitchcock krimisorozatának, az Alfred Hitchcock Hour-nak két epizódjában.

### Színészi pályája
180 cm magas termetével, karakteres mediterrán arcvonásaival és férfias orgánumával keresett színésszé vált, gyorsan kapta a kisebb-nagyobb filmszerepeket. 1969-ben Patty Duke partnereként főszerepelt az Én, Natali című filmdrámában. 
1969–1972 között a The Bold Ones: The Lawyers című NBC-filmsorozatának egyik ügyvéd főszereplőjét játszotta. 1970-ben a Night Gallery tévésorozatban akkori (második) feleségével, Michele Lee-vel együtt szerepelt. 1970-től több szerepben tűnt fel a hosszú ideig futó, népszerű The Virginian című western-sorozatnak. 1973-ban a Love Story című romantikus filmsorozat egyik epizódjánaban a Trish Van Devere és Lynette Metty között őrlődő férfi főszereplőt alakította.
Franco Zeffirelli rendező 1977-es A názáreti Jézus című filmeposzában Farentino Simon Pétert (Péter apostolt), Jézus tanítványát játszotta, a kritikusok dicsérték színészi munkáját. A Péter-alakításért 1978-ban Emmy-díjra jelölték, minisorozat kiemelkedő férfi mellékszereplőjének kategóriájában, de a díjat riválisa, Howard Da Silva (1909-1986) kapta meg helyette.
1980-ben kulcsszerepet játszott Don Taylor rendező Végső visszaszámlálás című, erősen patrióta sci-fi akciófilmjében, Kirk Douglas, Martin Sheen és Katharine Ross társaságában.
1981-ben Marvin J. Chomsky rendező Evita Perón című életrajzi tévéfilmjében Farentino játszotta Juan Perón argentín tábornok-elnököt, a címszereplő Eva Perónt alakító Faye Dunaway mellett. 
Frank Chaney pilótát, a főszereplőt játszotta az ABC 1984-es Kék villám című akciófilm-sorozatában, amelyet John Badham rendező 1983-as, Roy Scheider főszereplésével készített Kék villám című akciófilmjének sikerére alapoztak, de a sorozat csak egy évadot ért meg. 
1981–1982 között a Dinasztia filmsorozat második évadában Farentino játszotta az egyik negatív főszereplőt, Dr. Toscanni pszichiátert. Az 1990-es évek végén a Vészhelyzet című kórházi sorozat három epizódjában szerepelt.

### Magánélete
Farentino négyszer kötött házasságot:
- Első felesége 1962–1965 között Elizabeth Ashley színésznő volt (születési nevén Elizabeth Ann Cole), elváltak.
- 1966–1982 között Michele Lee színésznővel élt házasságban, 1969-ben egy közös gyermekük született, David Farentino, de elváltak.
- Harmadik felesége 1985–1988 között Debrah Farentino színésznő–producer volt (születési nevén Deborah Anne Mullowney), elváltak.
- Negyedik feleségével, Rosanna Torressel 1994-ben házasodott össze. Az asszony ezután Stella Farentino néven színésznő lett. Mindketten több alkalommal adtak be válókeresetet, kibékíthetetlen ellentétekre hivatkozva, de végül az asszony együtt maradt a férjével annak haláláig, 2012-ig.

1986–1992 között Farentinónak fel-fellángoló viszonya volt Tina Sinatrával, Frank Sinatra énekes legifjabb leányával is. A házasságtörő kapcsolat részleteit a sajtó bőségesen tálalta, a kísérő botrányok hátrányosan befolyásolták Farentino színészi karrierjét. Szakításuk után, 1993-ban Farentino tovább zaklatta volt barátnőjét, aki feljelentést tett. A bíróság elmarasztalta Farentinót és távoltartási végzést hozott vele szemben.
1991-ben a kanadai Vancouverben, a Miles from Nowhere forgatása közben őrizetbe vették kokain birtoklása miatt. Óvadék ellenében került szabadlábra.
2001 után visszavonult a filmezéstől és hollywoodi házában élt. 2012. január 24-én hunyt el egy Los Angeles-i kórházban, hosszabb betegség után, combnyaktörés szövődményei következtében.

## Főbb filmszerepei
- 2001: Women of the Night; Sabatini
- 2000: Az utolsó producer (The Last Producer); pókerjátékos
- 2000: Gyilkos a tükörben (Murder in the Mirror); tévéfilm; Frank Russo nyomozó
- 1998: Scandalous Me: The Jacqueline Susann Story; tévéfilm; Bernard Geis
- 1998: Melrose Place; tévésorozat; Mr. Beck
- 1998: Termination Man; Cain
- 1996: Golyóálló (Bulletproof); Jensen százados
- 1996: Vészhelyzet (ER); tévésorozat; Ray Ross
- 1994: Jaj, a szörnyek! (Aaahh!!! Real Monsters); animációs tévésorozat; Grungy hangja
- 1994: Honor Thy Father and Mother: The True Story of the Menendez Murders; tévéfilm; José Menendez
- 1994: One Woman’s Courage; tévéfilm; Bill Lawson hadnagy
- 1992: Julie; tévésorozat; Sam McGuire
- 1992: Nincs menekvés (When No One Would Listen); tévéfilm; Gary Cochran
- 1992: Miles from Nowhere; tévéfilm; John Reilly
- 1990: Szolgálatban: Zsarugyilkosság (In the Line of Duty: A Cop for the Killing); tévéfilm; Ray Wiltern hadnagy
- 1989: Naked Lie; tévéfilm; Jonathan Morris
- 1989: Bibis alibi (Her Alibi); Frank Polito
- 1988: Ki mellé állnak a barátok? (Who Gets the Friends?); tévéfilm; Dr. Buddy Baron
- 1988: Vörös pók (The Red Spider); tévéfilm; Daniel Malone hadnagy
- 1988: A Szahara titka (Il segreto del Sahara); tévé-minisorozat; Timbuktu kalifája
- 1987: Family Sins; tévéfilm; Gordon Williams
- 1986: That Secret Sunday; tévéfilm; Gerald Remson
- 1985–1986: Mary; tévésorozat; Frank DeMarco
- 1985: Picking Up the Pieces; tévéfilm; Don Hagan
- 1985: The Fourth Wise Man; tévéfilm; Jézus hangja
- 1985: A Summer to Remember; tévéfilm; Tom Wyler
- 1984: Kék villám (Blue Thunder); tévésorozat; Frank Chaney
- 1984: Gyilkosságra felhatalmazva (License to Kill); tévéfilm; John Peterson
- 1983: The Cradle Will Fall; tévéfilm; Dr. Edgar Highley
- 1983: Something So Right; tévéfilm; Arnie Potts
- 1981–1982: Dinasztia (Dynasty); Dr. Toscanni pszichiáter
- 1967–1981: Insight; tévésorozat; több szerepben
- 1981: Holtan és eltemetve (Dead & Buried); Dan Gillis seriff
- 1981: Evita Perón; tévéfilm; Perón
- 1980: Végső visszaszámlálás (The Final Countdown); Richard Owens parancsnok / Mr.Tideman
- 1979: Silent Victory: The Kitty O’Neil Story; tévéfilm; Duffy Hambleton
- 1978: No Margin for Error; tévéfilm; nyomozó
- 1977: The Possessed; tévéfilm; Kevin Leahy
- 1977: A názáreti Jézus  (Jesus of Nazareth); tévé-minisorozat; Simon Péter
- 1977: Emily, Emily; tévéfilm; Joe Crane
- 1975: Crossfire; tévéfilm; Vince Rossi
- 1974: The Elevator; tévéfilm; Eddie Holcomb
- 1973: Love Story; tévésorozat; David Coryell
- 1972–1973: Cool Million; tévésorozat; Jefferson Keyes
- 1972: The Longest Night; tévéfilm; John Danbury
- 1972: The Family Rico; tévéfilm; Gino Rico
- 1969–1972: The Bold Ones: The Lawyers; tévésorozat; Neil Darrell
- 1966–1970: The Virginian; tévésorozat; Pick Lexington / Frank Colby
- 1970: Storia di una donna; Bruno Cardini
- 1969: Én, Natali (Me, Natalie); David Harris
- 1969: The Whole World Is Watching; tévéfilm; Neil Darrell
- 1968: The Sound of Anger; tévéfilm; Neil Darrell
- 1967: Rosie!; David Wheelright
- 1967: Rablófogócska (The Ride to Hangman’s Tree); Matt Stone
- 1967: The Fugitive; tévésorozat; Rafe Carter
- 1967: Wings of Fire; tévéfilm; Taff Malloy
- 1966: The Pad (and How to Use It); Ted
- 1966: Death of a Salesman; tévéfilm; Happy Loman
- 1965: The F.B.I.; tévésorozat; Frankie Metro
- 1965: Hadúr (The War Lord); Marc
- 1962–1965: The Alfred Hitchcock Hour, tévésorozat, két epizódban; Leo Manfred / Bernie
- 1963: Violent Midnight; Charlie Perone